# Omphaloceps
Omphaloceps là một chi bướm đêm thuộc họ Noctuidae.

## Loài
- Omphaloceps daria Druce, 1895
- Omphaloceps triangularis Mabille, 1893